# Arteră renală
Arterele renale sunt artere asociate care alimentează rinichii cu sânge. Fiecare este direcționată peste creasta diafragmei, astfel încât să formeze aproape un unghi drept.
Arterele renale transportă o mare parte din fluxul total de sânge către rinichi. Până la o treime din debitul cardiac total poate trece prin arterele renale pentru a fi filtrate de rinichi.

## Anatomie
Arterele renale apar în mod normal la un unghi de 90 ° în afara părții interioare stângi a aortei abdominale, imediat sub artera mezenterică superioară .  Au o rază de aproximativ 0,25 cm,  0,26 cm la rădăcină.  Diametrul mediu măsurat poate diferi în funcție de metoda imagistică utilizată. De exemplu, s-a constatat că diametrul este de 5,04 ± 0,74 mm folosind ultrasunete, dar 5,68 ± 1,19 mm folosind angiografie.  
Datorită poziției anatomice a aortei, venei cave inferioare și a rinichilor, artera renală dreaptă este în mod normal mai lungă decât artera renală stângă.  
- artera renală dreaptă trece în spatele venei cave inferioare, a venei renale drepte, a capului pancreasului și a părții descendente a duodenului. Este ceva mai jos decât cea din stânga.
- artera renală stângă se află în spatele venei renale stângi, a corpului pancreasului, a venei splenice și este traversată de vena mezenterică inferioară.

### Ramuri
Înainte de a ajunge la hilul rinichiului, fiecare arteră se împarte în patru sau cinci ramuri; numărul mai mare dintre acestea (ramuri anterioare) se află între vena renală și ureter, vena fiind în față, ureterul în spate, iar una sau mai multe ramuri (ramuri posterioare) sunt de obicei situate în spatele ureterului.
Fiecare vas trimite câteva ramuri suprarenale inferioare mici către glanda suprarenală, ureter și țesutul celular și mușchii din jur.
Una sau două artere renale accesorii se găsesc frecvent, în special pe partea stângă, deoarece acestea apar de obicei din aortă și se pot desprinde deasupra (mai frecvent) sau sub artera principală. În loc să intre în rinichi la nivelul hilului, acestea străpung de obicei partea superioară sau inferioară a organului.

### Variabilitate
Aprovizionarea arterială a rinichilor este variabilă și pot exista una sau mai multe artere renale care alimentează fiecare rinichi.  Este situat deasupra venei renale. Arterele renale supranumerare (două sau mai multe artere către un singur rinichi) sunt cele mai frecvente anomalii renovasculare, variind de la 25% la 40% din rinichi.  Arterele renale aberante pot fi prezente și pot complica procedurile chirurgicale. 

## Semnificație clinică

### Stenoză
Stenoza arterei renale sau îngustarea uneia sau a ambelor artere renale vor duce la hipertensiune arterială, deoarece rinichii afectați eliberează renină pentru a crește tensiunea arterială pentru a păstra perfuzia la rinichi. Stenoza arterei renale este de obicei diagnosticată cu ultrasonografie duplex a arterelor renale. Este tratată cu utilizarea de angioplastie cu balon și stenturi, dacă este necesar.

### Ateroscleroză
Ateroscleroza poate afecta, de asemenea, arterele renale și poate duce la o perfuzie slabă a rinichilor, ducând la funcție renală redusă și, eventual, la insuficiență renală.

### Traumă
O arteră renală este afectată la 4% din traumatismele contondente și la 7% din traumele penetrante la nivelul abdomenului . 

## Imagini suplimentare

Volumul a făcut⁠(d) scanarea CT⁠(d) a vaselor de sânge abdominale și pelvine.
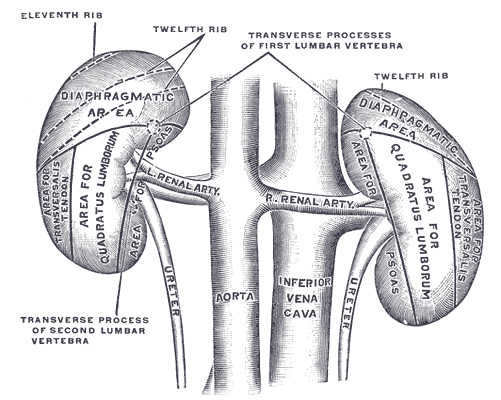
Suprafețele posterioare ale rinichilor, care prezintă zone de relație cu parietele.
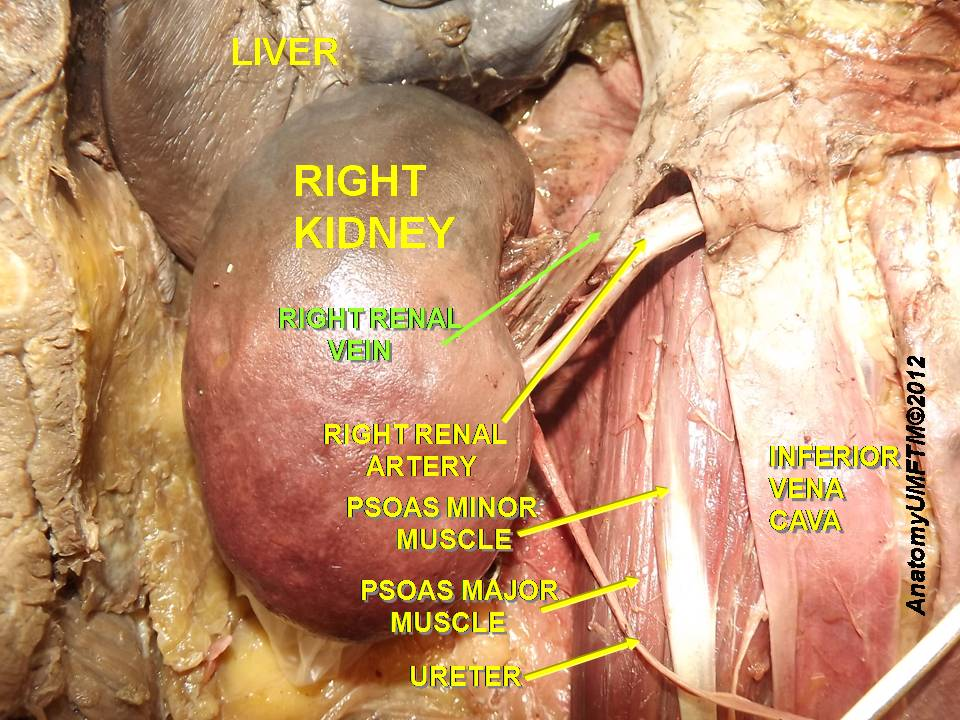
Arteră renală
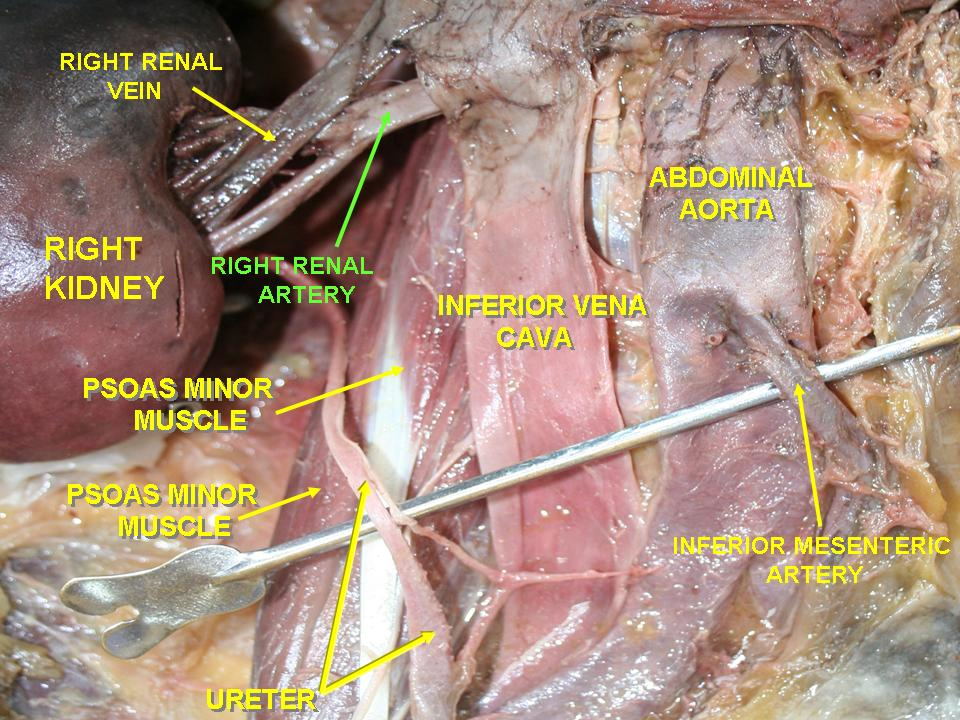
Arteră renală
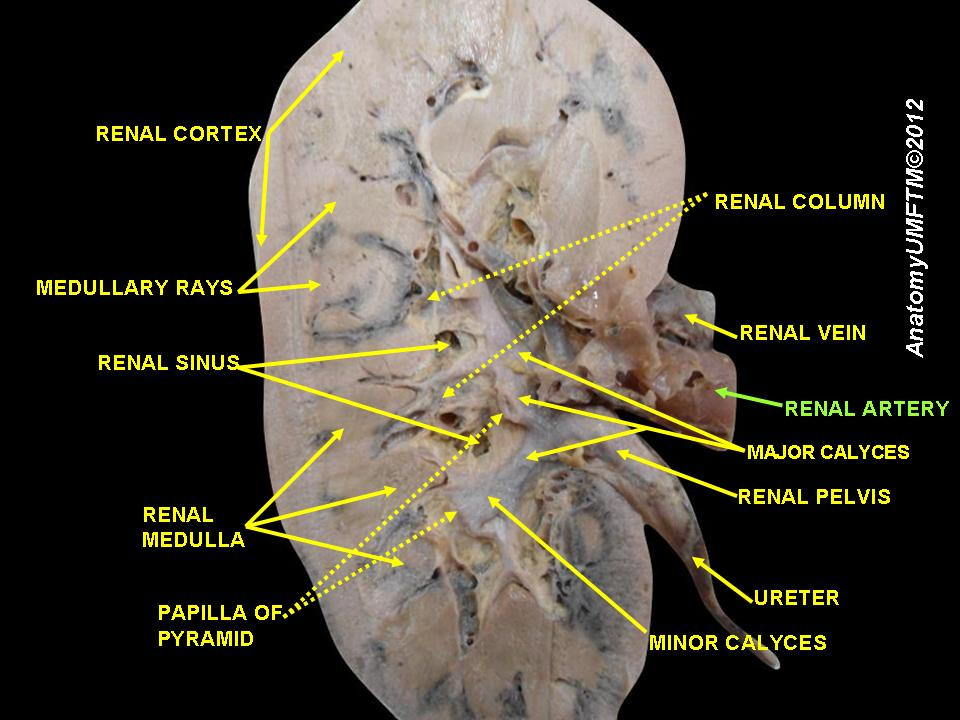
Arteră renală
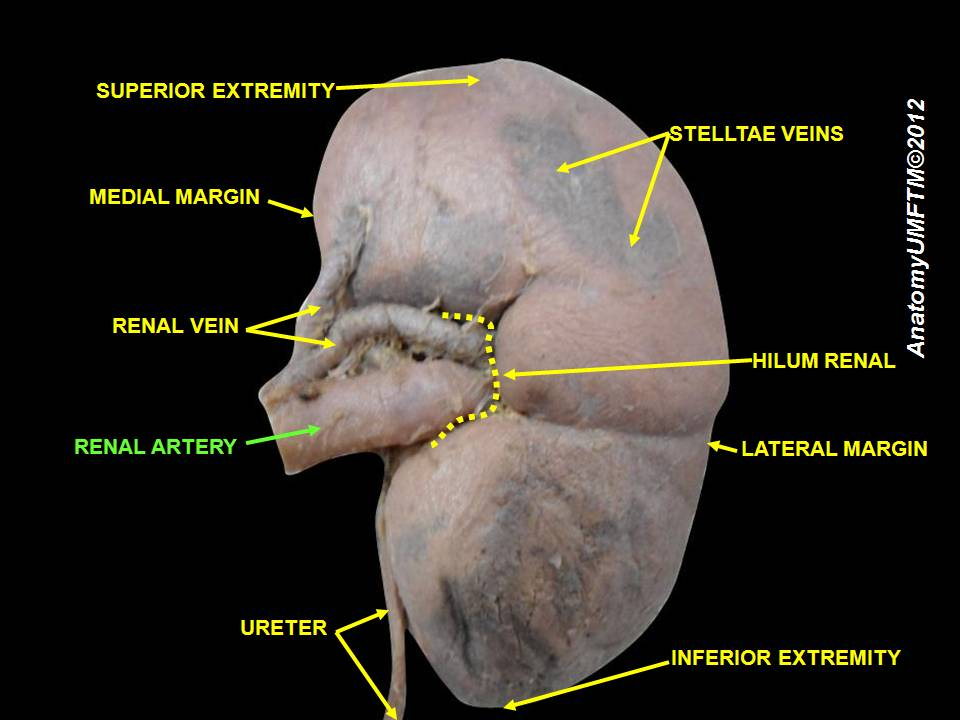
Arteră renală